# Альмендингер, Владимир Вильгельмович
Владимир Вильгельмович Альмендингер (16 июля 1895 — 16 ноября 1975) — офицер Российской императорской армии, участник Первой мировой войны и Гражданской войны на стороне Белого движения, эмигрант. Неофициальный историограф Симферопольского офицерского полка, опубликовал ряд работ по истории Гражданской войны.

## Биография

### Военная карьера
Родился 16 июля 1895 года в городе Симферополе, Таврическая губерния, в семье военного. Окончив Симферопольскую казённую гимназию в 1913 году, поступил в Чугуевское военное училище. 1 октября 1914 года в чине поручика выпущен в полк. К январю 1915 года он служил в запасных частях Киевского военного округа.
На фронтах Первой мировой войны с января 1915 по декабрь 1917. 22 февраля 1915 года в битве с австрийцами у села Тривольня подпоручик Альмендингер получил ранение в брюшную полость и его эвакуировали в тыл. В строй он вернулся после выздоровления 15 июля 1915 года, когда русским войскам пришлось отступать по всему фронту. В составе 16-го Стрелкового полка поручик Альмендингер участвовал в дальнейших боевых действиях против австрийцев и немцев на Юго-Западном фронте. Вместе со своим полком Альмендингер участвовал в боях с 24 мая и до конца сентября. После непродолжительного отдыха в армейском резерве, в конце октября его дивизия была переправлена на Румынский фронт и в ноябре заняла свои позиции на передовой. На Румынском фронте Альмендингер прослужил до конца 1917 года, после чего вернулся из Румынии в Крым.
Участник Гражданской войны в России. С 20 декабря 1917 по февраль 1918 года служил в 33-м пехотном запасном полку в Симферополе.
После оккупации Крыма в апреле 1918 года немецкими войсками вышел в запас и в июне поступил в Таврический университет на агрономический факультет.
5 ноября 1918 года поступил в Симферопольский офицерский полк, который впоследствии вошёл в состав 4-й пехотной дивизии Крымско-Азовской добровольческой армии. В марте 1919 года полк участвовал в обороне Перекопа, затем с боями отступил в глубь Крыма, в Керчь. Вместе с другими частями Крымско-Азовской армии полк принимал участие в позиционных боях на Ак-Манае.
В июне 1919 года позиции красных войск в Ак-Маная были прорваны, началось освобождение Крыма силами ВСЮР. В рядах полка Альмендингер участвовал в боях против красных и петлюровских войск, а также против махновцев.
После того, как в октябре-ноябре 1919 года Красная армия на Южном фронте перешла в наступление, и сказался перелом в её пользу, полк отступил в Одессу. Зимой 1920 года симферопольцы приняли участие в Бредовском походе. Перейдя польскую границу, группа войск генерала Н. Э. Бредова, в состав которой входил Симферопольский офицерский полк, была размещена поляками в лагерях в качестве интернированных. С частью добровольцев Альмендингер в августе 1920 года возвратился в Крым. В последних боях против красных воевал в составе 49-го Брестского пехотного полка.
Эвакуировался в Турцию в ноябре 1920 года. Осенью 1921 года некоторые части Российской армии были перевезены в Болгарию, здесь Альмендингер был произведён в свой последний воинский чин — подполковник. В Болгарии в составе Алексеевского пехотного полка продолжал служить до 1923 года.

### Эмиграция
Как бывший студент он получил разрешение у командования Российской армии отправиться для продолжения учебы в Чехословакию. Но поскольку чешские власти неохотно впускали в страну российских студентов из числа кадровых офицеров, то он перешёл чехословацкую границу нелегально, после чего успешно добрался до Праги. Там русские эмигрантские организации помогли ему легализовать своё пребывание в стране.
В Чехословакии Альмендингер окончил сельскохозяйственный институт, получив диплом инженера-агронома. До 1945 года жил и работал в Брно. Все эти годы состоял в РОВСе и Галлиполийском землячестве. Несколько лет руководил Отделением галлиполийцев в Брно. В 1926 году он приезжал в Париж, где принимал участие в работе Зарубежного съезда. По неподтверждённой информации, в конце 1937 года Альмендингер выезжал в Германию или Австрию. В начале Второй мировой войны он возвратился в Чехословакию.
В 1945 году в связи с наступлением советских войск Альмендингер уехал на Запад. Выдачи советским органам госбезопасности он избежал, поскольку был старым эмигрантом, а прямых подтверждений его сотрудничества с немцами не обнаружилось. Через несколько лет после окончания войны Альмендингер эмигрировал в США. Обосновался в Лос-Анджелесе. Он участвовал в деятельности русских эмигрантских воинских организаций: в городе активно функционировали первопоходники, казачье землячество, военные инвалиды, чины РОВСа и кадеты. Он плодотворно сотрудничал с журналами «Вестник первопоходника» (Лос-Анджелес) и «Военная быль» (Париж).
Умер подполковник В. В. Альмендингер 16 ноября 1975 года. Похоронен на местном кладбище Голливуд.

## Мемуары
- Альмендингер В. В. Симферопольский офицерский полк. Париж, 1962.
- Альмендингер В. В. Орловщина. — Журнал "Вестник первопоходника" №№ 59-64. — Лос-Анджелес, 1966.